# Willem Cornelis Breethoff
Willem Cornelis Breethoff (Amsterdam, 27 juni 1861 – aldaar, 21 september 1934) was een Nederlands hoornist.
Hij was zoon van muzikant Wilke Harmen Breethoff en Jacoba Caron. Grootvader Cornelis Breethoff was ook al muzikant. Hij trouwde met Wilhelmina Huussen en Maria Elisabeth Poestkoke. Zoon Louis Jacobus (van Wilhelmina) werd schrijver bij de Rijksverzekeringsbank. Hij werd begraven op Zorgvlied.
Hij kreeg zijn muziekopleiding van zijn vader W.H. Breethoff (1832-1904), die hoornist was in het Parkorkest en het orkest van Felix Meritis. Willem Cornelis kreeg vioolles van Jan Abels Tak. Van 1876 tot 1882 verbond Breethoff zich aan het Parkorkest. In 1882 stapte hij over naar Amsterdamse Orkest Vereniging. In het seizoen 1884-1885 nam wij weer plaats in het Parkschouwburgorkest en daarna weer naar de orkestvereniging van Frans Wedemeijer. In 1888 werd hij benoemd tot solohoornist van het Concertgebouworkest van Willem Kes. Hij gaf ook les aan de orkestschool van dat ensemble. In 1903 was hij betrokken bij de orkestopstand van musici tegen een al te grove Willem Mengelberg. In 1906 trad hij op tijdens de zogenaamde Promsconcerten in Londen. Hij kreeg te maken met een langdurig ziektebed.